# الممتلكات الأرثوذكسية الروسية في دولة فلسطين
يُقصد بـ الممتلكات الأرثوذكسية الروسية في دولة فلسطين الإشارة إلى العقارات المملوكة للكنيسة الأرثوذكسية الروسية (Russian Orthodox Church ROC) في دولة فلسطين.

## التاريخ

### أربعينيات القرن التاسع عشر حتى الثورة الروسية
يُذكر أنه قد وصل أول أرشمندريت أرثوذكسي روسي إلى فلسطين في عام 1844م، وبدأ تركيز روسيا على المنطقة عندما سيطر نابليون الثالث على فرنسا في انقلاب عام 1851م وانتقل للسيطرة على الممتلكات في الأراضي المقدسة في فلسطين، التي كانت تحت إشراف أعضاء الكنيسة الأرثوذكسية اليونانية (GOC). ولطالما اعتبرت حكومة القيصر نفسها الراعي والحامي الرئيسي للأرثوذكسية، خاصة بعد أن وقع معظم أعضاء الكنيسة الأرثوذكسية اليونانية (Greek Orthodox Church GOC) من عام 1460م حتى عام 1821م تحت سيطرة الخلافة العثمانية التي تدين بالإسلام (مع تطبيق قوانين ضريبة الأطفال والجزية). ومن خلال الدبلوماسية واستعراض القوة، أجبر نابليون الثالث الإمبراطورية العثمانية على الاعتراف بفرنسا باعتبارها "السلطة الإشرافية الدينية" في الأراضي المقدسة. أدى هذا إلى نقل السيطرة على العديد من الأماكن والمباني المقدسة المسيحية من أيدي الأرثوذكس لتصبح تحت إشراف الكاثوليك. كانت هذه الأحداث أحد الأسباب الرئيسية لحرب القرم عام 1856م. على الرغم من الهزيمة في الحرب بحلول عام 1856م، واصلت روسيا السعي بنشاط لتحقيق مصالحها فيما يتعلق بموقف ونفوذ الإمبراطورية العثمانية وحلفائها الأوروبيين. عمل القيصر ألكسندر الثاني باستمرار للتأكد من أن روسيا سيكون لها وجود في فلسطين. ولتحقيق هذه الغايات جرى إنشاء قنصلية روسية عام 1858م.
قام القيصر أيضًا بتمويل عمل قسطنطين فون تيشندورف في العثور على المخطوطة السينائية في دير سانت كاترين عند سفح جبل موسى بسيناء في مصر. وقام شقيق القيصر الدوق الأكبر قسطنطين وزوجته الأميرة ألكسندرا بجولة في المنطقة في ذلك الوقت. ومن الجدير بالذكر أيضًا أنه في هذه الفترة تقريبًا بدأ الأسقف يوسبنسي (Euspensy) العمل التبشيري في المنطقة (يدعي منتقدوه أنه كان "عميلًا قيصريًا" لديه "مخطط لانتزاع بطريركية القدس بعيدًا عن التوأم الليتورجي للكنيسة، الكنيسة الأرثوذكسية اليونانية.) لم تسفر جهود يوسبنسي Euspensy عن الكثير سوى تحول عدد قليل من العرب المسيحيين المتحولين من الكنيسة الأرثوذكسية اليونانية إلى الكنيسة الأرثوذكسية الروسية.
بدأت الحكومة الروسية في استخدام نفوذها الدبلوماسي لإقناع السلاطين العثمانيين برفض منح المرشحين لمنصب البطريرك لأي أسقف من الكنيسة الأرثوذكسية اليونانية يختلف معهم. وبحلول عام 1860 تأسست الجمعية الفلسطينية الروسية. قامت الجمعية بتوجيه الحجاج إلى الأراضي المقدسة واشترت عقارات في القدس والناصرة. بالإضافة إلى ذلك، كانت تدير مدرسة لاهوتية ركزت أيضًا على تدريس السياسة. قامت الجمعية الفلسطينية الروسية ببناء دور رعاية للحجاج الروس والكنائس (حيث كانت الليتورجيا باللغة السلافية) في جميع أنحاء البلاد "مما أثار انزعاجًا كبيرًا لدى العنصر البطريركي اليوناني". وسرعان ما اجتذبت الأرثوذكسية الروسية المزيد من المسيحيين العرب لأنها دافعت عن فكرة ترقية رجال الدين العرب المحليين إلى أساقفة ورؤساء هرميين بدلاً من استيراد رجال دين من اليونان ووضعهم في السلطة عليهم. وفي ستينيات القرن التاسع عشر أيضًا، بدأ الروس ببناء مجموعة واسعة من المباني خارج مدينة القدس على طريق يافا، عُرفت باسم المجمع الروسي.
وتتكون هذه من كنيسة كبيرة ومتقنة حيث كان الأرشمندريت الروسي يتولى مهامه، إضافة إلى نُزل ضخمة للحجاج، ومستشفى والعديد من المباني الأخرى القادرة على استيعاب ما يصل إلى 1000 حاج، وكانت كلها على مسافة قريبة من مقر القنصلية الروسية في ذلك الوقت. قامت الكنيسة الأرثوذكسية الروسية أيضًا ببناء كنيسة مزخرفة في الجسمانية، وأخرى في الموقع الذي يعتقدون وفق تقاليدهم أن المسيح قام بصعوده على جبل الزيتون. وجرى بناء تكية روسية أخرى في موريستان، إلى جانب ملجأ للمختلين عقليًا والمدارس. ولم يجري تشجيع رحلات الحج الروسية فحسب، بل جرى دعمها أيضًا من قبل حكومة القيصر. في ذلك الوقت، رأى كل من أعداء روسيا السياسيين والعديد من الكنيسة الأرثوذكسية اليونانية أن هذه المشاريع بمثابة مؤامرة من القيصر لجعل نفسه "مركزًا للعقيدة اليونانية [أي الأرثوذكسية] التي يجب أن تنافس روما نفسها". سيتغير كل هذا لاحقًا مع سقوط النظام الملكي الروسي.

### بعد الثورة الروسية
مع صعود الشيوعيين، ظلت معظم ممتلكات الكنيسة الروسية في فلسطين في أيدي المعارضين للبلاشفة، وانضم معظمهم إلى الكنيسة الأرثوذكسية الروسية خارج روسيا (ROCOR). ظلت بعض ممتلكات الكنيسة الأرثوذكسية الروسية مغلقة تمامًا حتى عام 1941م، عندما أمر المكتب السياسي للحزب الشيوعي بإعادة فتح الكنائس. ووُجهت دعوة من السوفييت لجميع الأساقفة الأرثوذكس في الشرق الأوسط للحضور إلى موسكو ليشهدوا تنصيب البطريرك أليكسي الأول.
في عام 1952م، أعاد السوفييت فتح الجمعية الفلسطينية الروسية تحت إشراف عملاء الحزب الشيوعي من موسكو، واستبدلوا الأرشمندريت فلاديمير بـ إغناتي بوليكارب (المُدَرَّب شيوعيًا)، وكسبوا العديد من العرب المسيحيين المتعاطفين مع الشيوعية في الكنيسة الأرثوذكسية الروسية. رفض أعضاء الفروع الأرثوذكسية الأخرى الارتباط بالكنيسة الأرثوذكسية الروسية بقيادة السوفييت في فلسطين.

### إخلاء السلطة الفلسطينية لها
في عام 1997م حاول بطريرك موسكو أليكسي الثاني زيارة "دير الكنيسة الأرثوذكسية الروسية خارج روسيا ROCOR" في الخليل مع ياسر عرفات. وقد لوحظ أن "الكنيسة التي يوجد مقرها في موسكو تمتعت بعلاقة وثيقة مع عرفات منذ أن كان مُقاتِلًا". وعند وصول عرفات والبطريرك، رفض رجال الدين في "الكنيسة الأرثوذكسية الروسية خارج روسيا" دخول عرفات، حيث رأوا أن أليكسي ليس لديه سلطة شرعية عليهم. وبعد ذلك بأسبوعين وصل ضباط شرطة تابعون للسلطة الفلسطينية وقاموا بالاعتداء على الكهنة والراهبات وشتمهم وطرد رجال "الكنيسة الأرثوذكسية الروسية خارج روسيا" ومن ثَم تسليم الممتلكات إلى "الكنيسة الأرثوذكسية الروسية". قالت جوليانا -راهبة من الكنيسة الأرثوذكسية الروسية خارج روسيا- :"لقد قيل لنا إن عليك المغادرة لأن هذا الرجل يجب أن يأتي إلى هنا. كان هذا الرجل من الكنيسة الحمراء [أي الكنيسة الأرثوذكسية الروسية]. وقالت راهبة أخرى: "لقد وضعوني على الأرض وسحبوني مثل كيس البطاطس".
قام أليكسي بزيارة أخرى في أوائل يناير 2000 للقاء عرفات وطلب "المساعدة في استعادة ممتلكات الكنيسة الروسية"، كجزء من "حملة عالمية لاستعادة الممتلكات المفقودة للكنائس التي انقسمت خلال الحقبة الشيوعية". وفي وقت لاحق من ذلك الشهر، تحركت السلطة الفلسطينية مرة أخرى لطرد رجال الدين في "الكنيسة الأرثوذكسية الروسية خارج روسيا"، هذه المرة من منطقة بلغت 2.91-أكر (11,800 م2) حدائق أريحا بها مصلى. حيث أُخرج خمسة من رهبان "الكنيسة الأرثوذكسية الروسية خارج روسيا" وراهبتين بالقوة من الممتلكات وحل محلهم رجال الدين من "الكنيسة الأرثوذكسية الروسية". وقال الرهبان والراهبات الذين جرى إجلاؤهم إنهم "تعرضوا لمعاملة سيئة". وادعى أحد الراهب أنه "طُرح على الأرض، وكُبلت يداه وضُرب". صرح رجال الدين التابعين لـ "الكنيسة الأرثوذكسية الروسية خارج روسيا" أن "الشرطة رفضت تقديم أي وثائق"، وأن جميع الأشخاص السبعة الذين جرى إجلاؤهم من "الكنيسة الأرثوذكسية الروسية خارج روسيا" احتاجوا إلى دخول المستشفى. بينما شكك رئيس الأمن الفلسطيني جبريل الرجوب في الادعاءات بأن شرطة السلطة الفلسطينية استخدمت القوة، وقال: "هذا غير صحيح، لم يحدث، ولن يحدث أبداً في المستقبل، فنحن السلطة المسؤولة في الخليل وسائر أنحاء الضفة الغربية، لدينا الحق في بذل قصارى جهدنا لمساعدتهم [الكنيسة الأرثوذكسية الروسية]."
اكتسب طرد رجال الدين من "الكنيسة الأرثوذكسية الروسية خارج روسيا" من حدائق أريحا والكنيسة الصغيرة اهتمامًا دوليًا لأن راهبتين من "الكنيسة الأرثوذكسية الروسية خارج روسيا" هما مواطنتين أمريكيتين تمكنتا من التسلل إلى الدير المُصادر وتحصين نفسيهما داخل جزء من المجمع. تركز المزيد من اهتمام وسائل الإعلام على الحدث عندما جرى الكشف أن إحدى الراهبات كانت ماريا ستيفانوبولوس شقيقة جورج ستيفانوبولوس المستشار السابق للرئيس الأمريكي بيل كلينتون.
وبما أن الراهبات كُن مواطنات أمريكيات، فقد تدخلت القنصلية الأمريكية في القدس الشرقية لضمان سلامتهن. وعندما زار عرفات الولايات المتحدة بينما كانت الحادثة مستمرة، أثارت وزيرة الخارجية مادلين أولبرايت هذا الموضوع. وندد مكتب رئيس الوزراء الإسرائيلي آنذاك بنيامين نتنياهو بتدخل السلطة الفلسطينية، قائلاً إنها "تنتهك اتفاقيات السلام الإسرائيلية الفلسطينية التي بموجبها يجب على الجانبين احترام الأماكن المقدسة".
وبعد أن حبست الراهبة ماريا ستيفانوبولوس نفسها في قسم من الدير دون توفر مياه جارية لأكثر من 60 يومًا، (وقد بدأت تقتصر على نظام غذائي من الخبز والماء كشكل من أشكال الإضراب عن الطعام)، فقد ناشدت البابا يوحنا بولس الثاني (الذي كان يقوم بزيارة تاريخية في المنطقة) لاستخدام نفوذه مع عرفات لحل الأزمة، وقالت: "آمل أن يكون لهذه القضية صدى لديه. لقد كان في بولندا وكان له علاقة كبيرة بسقوط الشيوعية هناك، لذا يجب أن يفهم الأمر بالتأكيد." صرح أسقف الروم الكاثوليك وسفير الفاتيكان في القدس كمال بطحيش بأن البابا لن يلتقي بالراهبة ماريا أو يتدخل لصالحها.
واشتكت ماريا من "المعاملة الفظة على أيدي حراس السلطة الفلسطينية" ومن "مضايقات رهبان بطريركية موسكو الذين يحتلون النصف الآخر من المجمع". وفي خطاب للصحفيين، صرح شقيقها، جورج ستيفانوبولوس، أنه يعتزم مقابلتها في الخليل، وقال: "إن اهتمامي الأكبر، لكوني شقيقها، هو أن تظل ماريا آمنة وبصحة جيدة، وأنا معجب بعزيمتها." جرى التوصل لاحقًا إلى اتفاق توسطت فيه النائبة الأمريكية كارولين مالوني والنائب توم لانتوس والسيناتور دانييل باتريك موينيهان مع السلطة الفلسطينية والقنصلية الأمريكية وبطريركية موسكو للسماح للراهبتين ماريا وزينيا تشيزينا بالتحرك بشكل أكبر داخل العقار بأكمله، وخاصة مُصلى الدير. ولكن على الرغم من ذلك، ذكرت ماريا أن رهبان الكنيسة الأرثوذكسية الروسية ظلوا يمنعونها من العبادة في الكنيسة، وقالت: "في أي وقت نقترب منهم يغلقون الباب في وجوهنا. لا يوجد شيء اسمه المساواة". وقالت للصحفيين إنها لا تنوي التراجع قائلة: "أنا أؤمن بالشهداء الجدد وما دافعوا عنه. إن حرية الكنيسة في النهاية هي ما يدور حوله".

### الوضع الراهن
اليوم، تتمتع كل من "الكنيسة الأرثوذكسية الروسية خارج روسيا" و"الكنيسة الأرثوذكسية الروسية" بوجود مستمر ومنفصل في فلسطين، ولكن التوقيع على قانون الشاركة الكنسية مع بطريركية موسكو في عام 2007 قد أدى إلى حقبة جديدة من التعاون بين شطري الكنيسة الروسية.

## قائمة الممتلكات

### كنيسة روسيا/بطريركية موسكو (الكنيسة الأرثوذكسية الروسية) (ROC)
- موقع المعمودية في الأردن: مقر إقامة الحجاج الروس.[8]
- بيت لحم: مقر إقامة الحجاج الروس.[8]
- الخليل: كنيسة المسكوبية، مع كنيسة الأجداد القديسين،[8] (سيطرت عليه "الكنيسة الأرثوذكسية الروسية خارج روسيا" من عام 1917م إلى عام 1997م تقريبًا.[9] وفي عام 1997 سلمته الشرطة الفلسطينية إلى "الكنيسة الأرثوذكسية الروسية".[10] )
- أريحا: ميتوكيون القديس يوحنا المعمدان.[8]

ملحوظة: المجمع الروسي (مع كاتدرائية الثالوث الأقدس وكنيسة القديسة ألكسندرا الملكة الشهيدة) في القدس الغربية هو المركز التاريخي للوجود الأرثوذكسي الروسي في القدس والبعثة الكنسية الروسية الأرثوذكسية في القدس.

### الكنيسة الأرثوذكسية الروسية خارج روسيا (ROCOR)
قد تكون القائمة غير مكتملة:
- القدس: دير وكنيسة مريم المجدلية.[11]
- القدس: دير الصعود وبه كنيسة وبرج جرس.[12] يقع على جبل الزيتون بالقرب من كنيسة الصعود (وهي ليست ملكية أرثوذكسية).
- وادي الفران (وادي القلط): سكيت القديس شاريتون.[11] (أنظر هنا:[13])

## وصلات خارجية
- الموقع الرسمي للكنيسة الأرثوذكسية الروسية خارج روسيا
- البعثة الكنسية الأرثوذكسية الروسية للسينودس في الخارج
- البعثة الكنسية الأرثوذكسية الروسية لبطريركية موسكو